# Otto-Wilhelm Förster
Otto-Wilhelm Förster (16 de marzo de 1885 - 24 de junio de 1966) fue un general del ejército alemán durante la II Guerra Mundial que comandó varios cuerpos. Fue condecorado con la Cruz de Caballero de la Cruz de Hierro. Förster se retiró del servicio activo en enero de 1944. Fue arrestado por las autoridades soviéticas tras la guerra. Condenado como criminal de guerra en la Unión Soviética, fue retenido hasta 1955.

## Condecoraciones
- Cruz de Caballero de la Cruz de Hierro el 28 de abril de 1943 como Generalleutnant y comandante de la 93. Infanterie-Division[1]